# A dacos (Csillagkapu: Atlantisz)

## Ismertető
| Figyelem: Itt a Csillagkapu: Atlantisz 1. évadjának cselekményét vagy a végkifejletet is olvashatod. |

Sheppard és csapata egy ős védelmi műhold felderítésére indul. 15 óra alatt érik el, majd kiderül, hogy használhatatlan. Azonban a közeli bolygóról egy gyenge jel fogható. A lidérc hajót kb. 10000 éve lőhette le a műhold. Úgy döntenek, hogy leszállnak. Weir eközben azon aggodalmaskodik, hogy a csapat messze van, ezért Fordékat készenlétbe helyezi. Miután leszállnak, az érzékelők nem jeleznek életjelet. Útközben találkoznak egy fénylő kis energia alapú bogárral (pont olyan, mint a Csillagkapu Őstehetség c. epizódban szerepelt lények).
A hajó fedélzetére lépve megdöbbenve tapasztalják, hogy a lidércek kannibalizmust folytattak. A további vizsgálatok szerint, a hajó több mint 100 hibernációs kapszulát tartalmaz. Ezek szerint ez egy ellátó hajó volt. Sheppard rádión szól a másik két tudósnak, hogy menjek ki a hajóból, de ekkor megtámadja őket egy lidérc. Mire odaérnek csak az egyik tudós megöregedett holttestét találják meg. A másikat - Dr. Gault - a lidérc elvitte magával. Beleharap az orvosba, így ő is megöregedik, de nem hal meg. A lidérc az után érdeklődik, hogy hol van a hajó, amivel jöttek. Gaul el is mondja neki, így a lidérc elindul megkeresni azt. Mire Sheppard és McKay megtalálják, már egyedül van. Elmondja, hogy a lidérc már elindult. Sheppard elindul a lidérc után, McKay Gaullal marad.
A lidérc előbb éri el a hajót, el is kezdi átkutatni. Mire Sheppard odaér már talál egy pisztolyt. Sheppard és McKay a rádión keresztül azon morfondírozik, hogy a lidérc, hogy élhet ennyi idő után is. McKay szerint a lidércnek jók a regenerációs képességei, mivel nemrég evett. Sheppard azért megpróbálja, beleereszt egy P-90-es tárat, de az ellenfél csak elkábul. A megtalált pisztollyal megsebzi Sheppardöt, aki elmenekül.
A lidérc nem tudja irányítani a hajót, mivel nem rendelkezik ős-génnel. Elkezdi átprogramozni a hajót. Sheppard a rádión keresztül próbál hatni ellenfelére: tudatja a lidérccel, hogy a háborút elvesztették és ő a fajának utolsó példánya. A lidérc nem hisz neki. A felmentő csapat - hála Weir megérzéseinek - már útnak indul.
McKay eközben Gaullal beszélget. Gaul győzködni kezdi McKay-t, hogy hagyja ott és menjen Sheppard segítségére. Mivel McKay nem akar menni, Gaul fogja a pisztolyát és fejbe lövi magát. John megpróbálja elcsalni a lidércet a hajótól. Leszúr egy füstöt eregető akármit és vár. A lidérc elindul a füst felé. John elkezdi futni a hajó felé, de 2 méterrel a cél előtt egy kék energiamezőbe ütközik; a lidérc pajzsot vont az ugró köré. Tűzharcba keverednek, Johnnak elfogy a lőszerre, így visszavonul és elkezd csokit enni. Erre energia alapú bogarak sereglenek köré. Eldob egy nagyobb darabot a csokiból, majd elmennek. Nézegeti milyen fegyvere marad; megtalálja azt a gránátot, melyet még a felderítés elején talált a hajón.
A lidérc Sheppard hangját hallja a homokban. John a rádión keresztül beszél vele. Mondja neki, hogy vegye fel a készüléket. A lidérc felveszi, erre az alatta elrejtett gránát felrobban. De a lidérc még mindig bírja szuflával. Puszta közelharcba kezdenek.
Fordék eközben már egész közel érnek a bolygóhoz, megpróbálnak kapcsoltat létesíteni. Semmi válasz. Feltűnik a színen McKay, aki az összes lőszerét beleereszti a lidércbe. Sheppard eközben legyőzi a lidércet. Erre egy egész bogárhadsereg támad a lidércre. John meghallja Fordot a rádión. Parancsba adja, tüzeljenek a legnagyobb életjelre. A rakéta elindul, majd hatalmas robbanás következik. A lidérc eltűnt.

## Érdekességek
- A részt a Richmondi homokdűnék közt vették fel.
- Ez az első rész, ahol Kirk kapitány neve először feltűnik. Később rengeteg szóvicc lesz ezzel kapcsolatban.

## Külső hivatkozások
- Stargate Wiki link (angolul)